# Rastvorovo
Rastvorovo (en rus: Растворово) és un poble de l'óblast de Kursk, a Rússia, segons el cens del 2010 tenia 72 habitants.